# 赫歇尔撞击坑 (土卫一)
1°23′S 111°46′W / 1.38°S 111.76°W

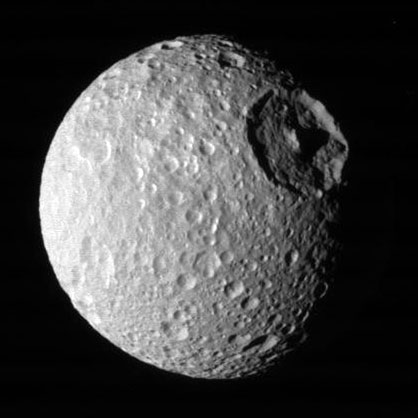
2005年8月1日卡西尼號拍攝的赫歇爾撞擊坑。

赫歇爾撞擊坑（Herschel Crater）是位於土衛一的一個巨型撞擊坑。這個撞擊坑位於土衛一的前半球赤道上，西經約110°上。該撞擊坑命名是為了紀念在1789年發現土衛一的英國天文學家威廉·赫歇爾。

## 特性
赫歇爾撞擊坑相對於土衛一而言是相當巨大的撞擊坑，因此讓人驚訝的是，土衛一沒有在該次撞擊中解體。赫歇爾撞擊坑的直徑是139公里，幾乎是土衛一直徑的三分之一。它的坑緣高度約5公里，部分坑底深度甚至達到10公里；它的中心山則比坑底高約6公里。如果地球上有相等比例的撞擊坑，將會是比加拿大寬，直徑高達4000公里的撞擊坑。形成赫歇爾撞擊坑的那次撞擊幾乎使土衛一解體。在土衛一的後半球可以發現一些破碎地形，可能是因為形成赫歇爾撞擊坑的撞擊坑產生的震波在土衛一表面傳遞並在另一側輻合。
以下是卡西尼-惠更斯號拍攝赫歇爾撞擊坑的影像；以及土衛一後半球的破碎地形。土衛一後半球的地表特徵顯示了弱壓力，顯示形成赫歇爾撞擊坑的撞擊讓土衛一幾乎解體。

## 赫歇爾撞擊坑影像

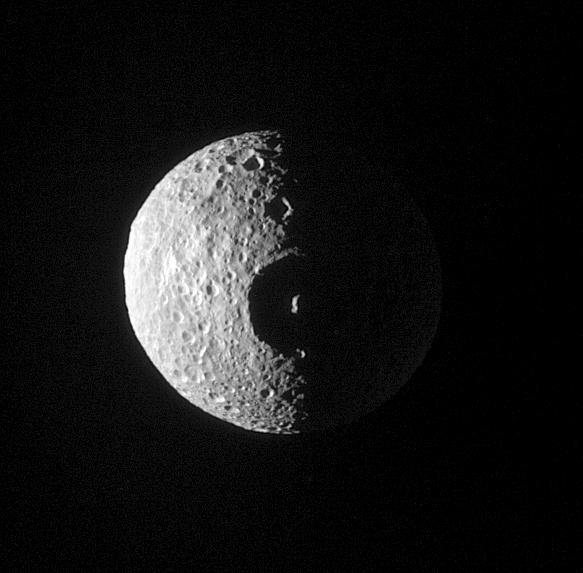
位於土衛一晨昏圈上的赫歇爾撞擊坑。
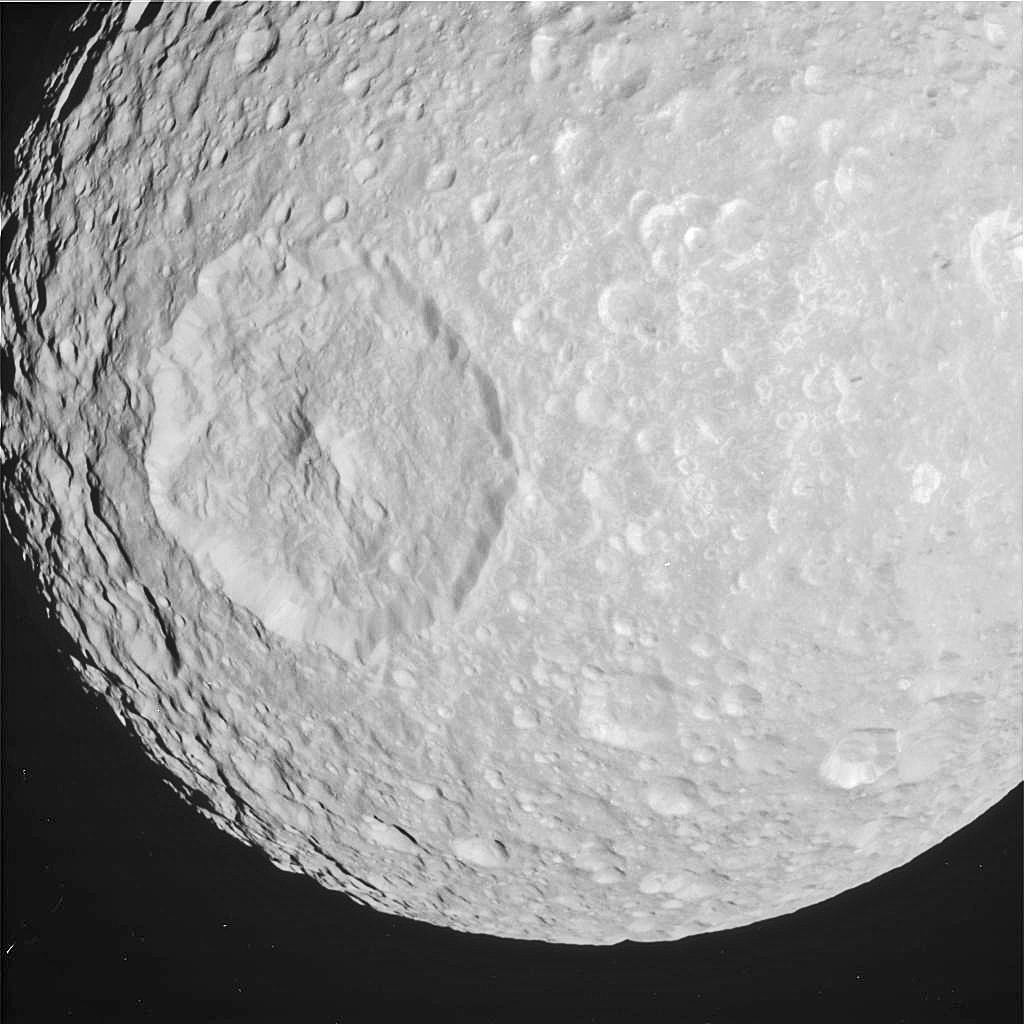
2010年2月13日卡西尼號近掠土衛一時拍攝的影像。
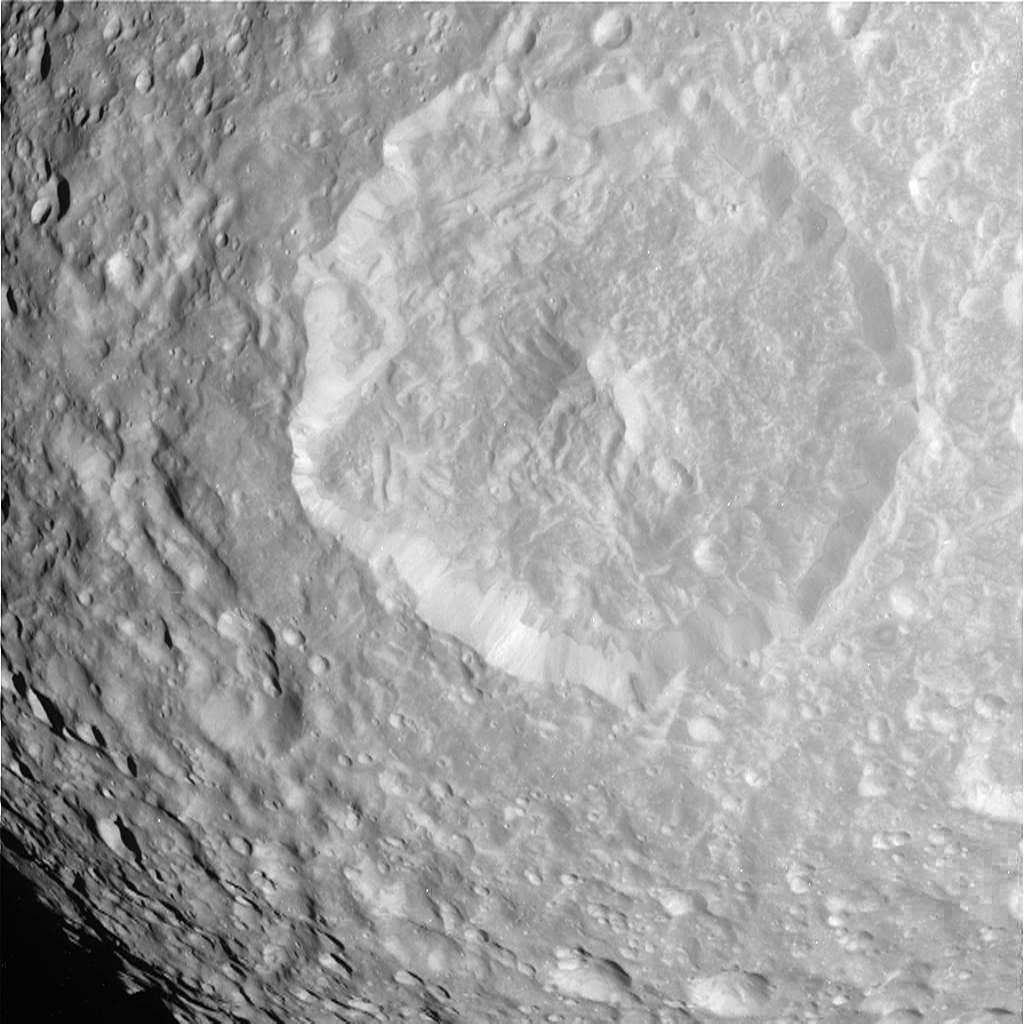
卡西尼號拍攝的影像中可見在左下的撞擊坑緣反照率的變化。
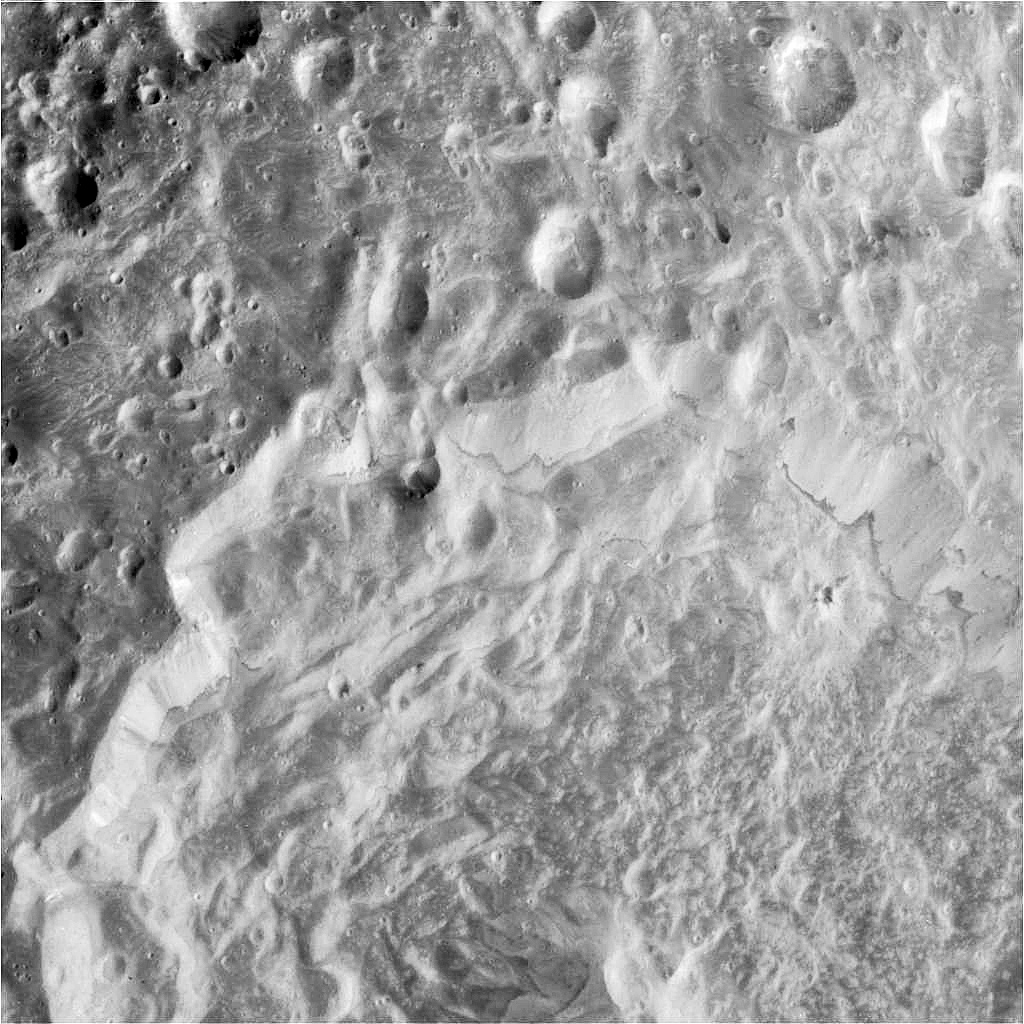
赫歇爾撞擊坑的近照，包含其中心山。
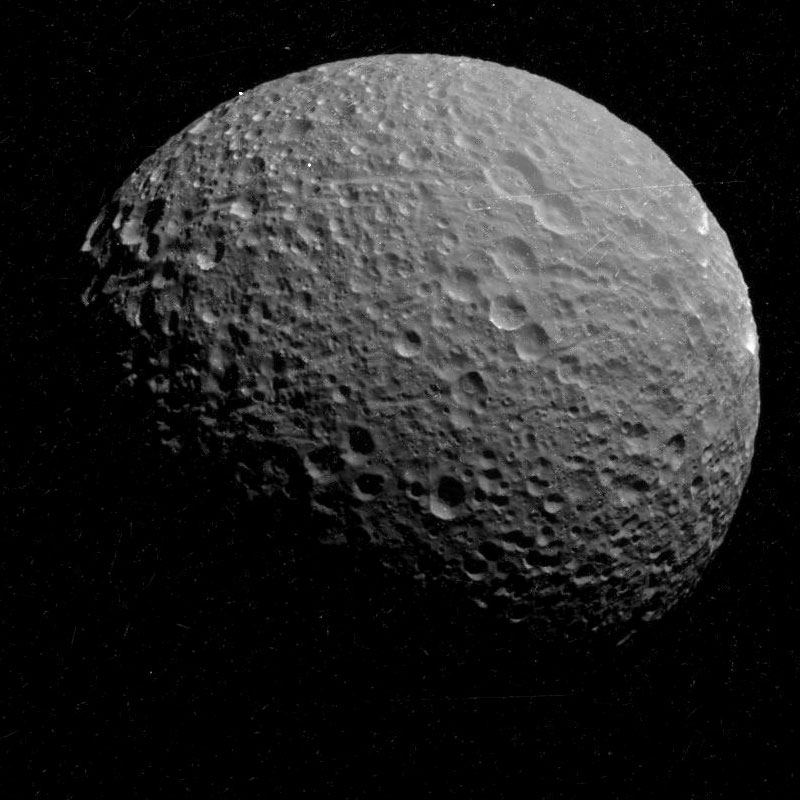
土衛一後半球的巨大峽谷，可能是因為赫歇爾撞擊坑形成時的撞擊造成。
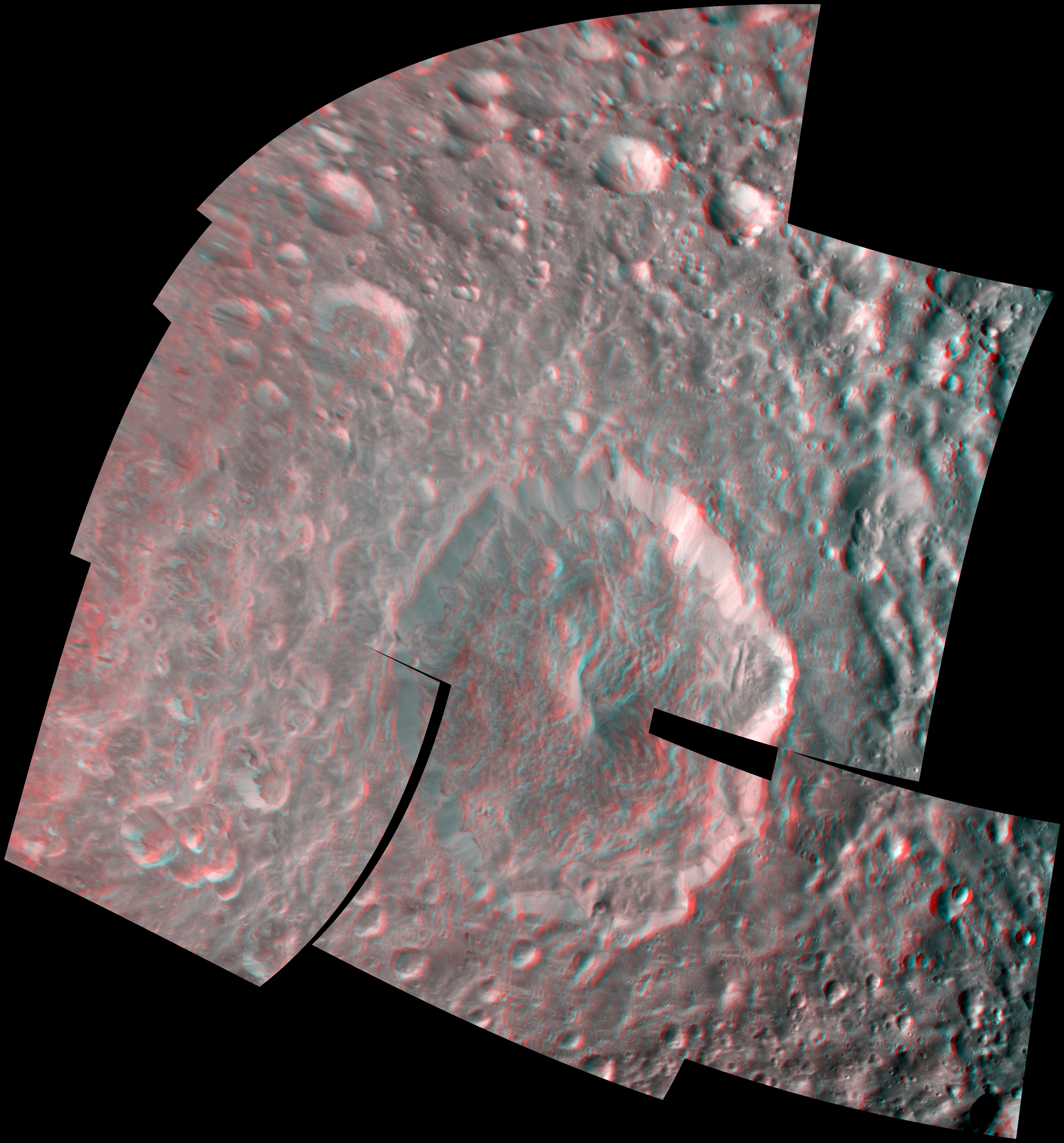
赫歇爾撞擊坑的3D影像。

## 大眾文化中的赫歇爾撞擊坑
- 土衛一在某些角度看來和星際大戰系列電影中的死星極為相似[2][3][4]，雖然這只是巧合。因為在電影上映前土衛一的第一張照片尚未拍攝。